# دامسار
دامسار (به لاتین: Dhamsar) یک منطقهٔ مسکونی در بنگلادش است که در ناحیه باریسال واقع شده‌است.